# Richard E. Goodman
Richard E. Goodman (* 25. Dezember 1935 in New York City; † 10. März 2025 in Anchorage, Alaska) war ein US-amerikanischer Ingenieurgeologe und Hochschullehrer, der sich insbesondere mit Felsmechanik beschäftigte. 

## Werdegang
Goodman studierte an der Cornell University mit Bachelor-Abschluss in Geologie 1955 und Master-Abschluss in Bauingenieurwesen und Angewandter Geologie 1958. 1963 wurde er an der University of California, Berkeley, in Ingenieurgeologie promoviert. Er war dort ab 1962 Assistant Professor und erhielt 1977 eine volle Professur.
Er schrieb ein Lehrbuch über Felsmechanik und ist durch seine Biographie des Gründungsvaters der Bodenmechanik Karl von Terzaghi bekannt.
Goodman war Mitglied der National Academy of Engineering (1991). 1977 erhielt er den Burwell Award der Geological Society of America. 1995 hielt er die Rankine Lecture (Block Theory and its Application). 2000 erhielt er die Bolton Seed Medal der American Society of Civil Engineers (ASCE) und 1976 den Rock Mechanics Award des American Institute of Mining, Metallurgical and Petroleum Engineers. 2004 verlieh ihm die Technische Universität Graz in Würdigung seiner wissenschaftlich technischen Leistungen auf den Gebieten der Ingenieurgeologie und der Felsmechanik das Ehrendoktorat (Dr. h. c.).
Er war ab 1957 verheiratet und hat drei Töchter. 

## Schriften
- Karl von Terzaghi: The Engineer as an Artist, Reston, Virginia, ASCE 1999
- Methods of geological engineering in discontinuous rocks, St. Paul, West Publ. Co., 1976
- Introduction to Rock Mechanics, Wiley, 1980, 2. Auflage 1989
- Engineering Geology: Rock in Engineering Construction, Wiley 1993